# 地には平和を
『地には平和を』（ちにはへいわを）は、小松左京の短編SF小説。1961年に第1回 空想科学小説コンテスト努力賞を受賞、『宇宙塵』1963年63号に掲載された。
第50回直木賞候補作品である。

## 内容
昭和20年10月末の志賀山中、15歳の少年である河野康夫は、学徒で編成された本土防衛特別隊「黒桜隊」の少年兵として米軍の本土上陸作戦に抵抗する戦いの中にいたが、本隊よりはぐれ、1人山中をさまよっていた。そして絶望的な戦いの中で食糧を得るために米軍の弾薬集積地を襲うが、撃たれて瀕死の重傷を負う。最期を悟り、手榴弾で自決しようとするが、謎の人物に助けられた。彼は自らを「Tマン」と名乗り、「この歴史は間違っている。したがって本来の歴史に修正するのだ」と康夫に告げる。「日本人が全て悠久の大義に生きることのどこが間違っている」と反撥しなおも自殺を図る康夫だが、Tマンの言う「本来の歴史」が実際に起こり得ると悟って戦慄する。
やがて、本来の歴史に修正された戦後世界で、康夫は妻子と行楽に訪れた志賀高原で、黒い桜を象った見慣れぬエボナイト製の胸章を見つける。彼はそれを手にしたとき、「この世界」について何故かおぞましい腐臭を感じるのであった。
この作品は、8月15日の終戦を決めた御前会議でクーデターが発生し、主戦派が政権を奪取することで本土決戦が起こる「もう一つの歴史」を作ろうとした5000年後の世界から来た時間犯罪者と、それを阻止しようとした時間パトロールの物語である。

## 選評
『オール讀物』昭和39年（1964年）4月号に掲載された第50回直木賞の選評は以下の通りである。
- 小島政二郎 - 小説としての興味が沸いてこない。
- 村上元三 - 候補作となるには弱い。
- 松本清張 - SFとしても不十分で、文章も未熟でぎこちない。

## 題名
「地には平和を」という語句の出典は、文語訳『ルカ伝』第2章第14節の「地には平和」（「を」はつかない）である。南山宏によれば、もとの原稿につけられていた題名は、「を」のつかない「地には平和」であったが（作品末尾の言葉も同様）、『S-Fマガジン』の編集者であった南山が、空想科学小説コンテストの最終銓衡に回す際、「この方がタイトルとしてもスマートだし祈りの感じが出るだろう」として、無断で「を」を付け加え、小松が元に戻さなかったためにそのままになったものという。

## 備考
小松はこの作品において、時間犯罪者の口を借り「日本はあの敗戦の中で何もつかまなかった。中途半端な妥協より徹底的な犠牲から何かをつかむべきではなかったか」と語らせる。この作品以後も『果しなき流れの果に』などの作品で繰り返し語られる「時間の流れを改変して理想の歴史を作る」一派とそれを阻止する時間パトロールとの確執は、本作から一貫して小松が問いかけているテーマの一つである。

## 書誌情報
以下の単行本に収録（2011年現在）
- 『地には平和を』 - ハヤカワ・SF・シリーズ3052 （1963年）
- 『地には平和を』 - 角川文庫（1980年）
- 『地には平和を』 - 阿部出版（1991年）
- 『召集令状』 - 角川文庫（1995年）ISBN 4-04-130864-X
- 『宇宙塵傑作選 2』 - 出版芸術社（1991年）ISBN 4-88293-148-6
- 『時の顔』 - 角川春樹事務所（ハルキ文庫　1998年）ISBN 978-4894564763
- 『地には平和を』 - 新風舎（新風舎文庫 2003年） ISBN 978-4797490725
- 『小松左京全集 完全版 11』城西国際大学出版会、2007年3月。ISBN 978-4-903624-11-2
- 『小松左京セレクション 1 日本（にっぽん）』 - 河出書房新社（河出文庫 2011年） ISBN 978-4309411149